# The Windmills of Your Mind
The Windmills of Your Mind je píseň z roku 1968 složená francouzským skladatelem a zpěvákem Michelem Legrandem. Textaři byli Alan a Marilyn Bergmanovi. Francouzský text s názvem Les Moulins de mon cœur napsal Eddy Marnay. Píseň byl roku 1968 použita ve filmu Případ Thomase Crowna a ve stejný rok dostala Cenu akademie za nejlepší píseň.
Píseň nazpíval Noel Harrison a tato verze byla použita ve filmu.
Roku 1969 nazpívala tuto píseň na svém albu Dusty in Memphis britská soulová zpěvačka Dusty Springfield. Tato verze byla použita ve filmu Snídaně na Plutu.

## Coververze

### Anglicky
- All Angels na svém albu All Angels (2006)
- Ed Ames na albu The Windmills of Your Mind (1969)
- Tina Arena na svém albu Songs Of Love & Loss (2007)
- The Arbors na svém albu The Arbors (1977)
- Dorothy Ashby na svém albu "Dorothy's Harp" (1969) - Instrumentální verze
- Jeri Brown na svém albu April in Paris (1996)
- Anne Clark na svém maxi-singlu The Haunted Road (1993)
- Petula Clark na svém albu Portrait of Petula (1969)
- The Colourfield na straně B:, singl "Take" na straně A:
- Ray Conniff na svém albu album Jean
- Randy Crawford a David Sanborn na Sanbornově albu Time and the River (2015)
- Vic Damone na svém albu Over the Rainbow (1982)
- John Davidson na svém albu My Cherie Amour (1969)
- Skeeter Davis na svém albu Mary Frances (1969)
- Elaine Delmar na svém albu Recital At the Festival The Golden Orpheus '71
- Neil Diamond na svém albu The Movie Album: As Time Goes By (1998)
- Val Doonican na svém albu Rocking Chair Favourites (1972)
- Connie Evingson na svém albu Stockholm Sweetnin' (2006)
- Laura Fygi na svém albu Watch What Happens When Laura Fygi Meets Michel Legrand (1997)
- John Gary na svém albu Love of a Gentle Woman (1969)
- Peter Grant na svém albu New Vintage (2006)
- Rigmor Gustafsson na svém albu On My Way to You (2006)
- Jacintha na svém albu Jacintha Goes to Hollywood (2007)
- Peter Jöback na svém albu Storybook (2004)
- Jack Jones na svém albu Jack Jones sings Michel Legrand (1971)
- Eliza Keil na svém albu Raindrops Keep Fallin' on My Head (1970)
- Anita Kerr Singers na jejich albu Velvet Voices & Bold Brass (1969)
- Kiki and Herb na jejich albu album Kiki and Herb Will Die for You: Live at Carnegie Hall (2004)
- Jason Kouchak na svém albu Midnight Classics (2008)
- The King's Singers na svém albu (1972)
- Kim Kuzma na svém albu Acustico II (2015)
- Judith Lefeber na svém albu In My Dreams (2003)
- The Lettermen na jejich albu Greatest Movie Hits (2000)
- Barbara Lewis na svém albu The Many Grooves of Barbara Lewis (1969)
- Abbey Lincoln na svém albu Over the Years (2000)
- Carmen Lundy na svém albu Something to Believe In (2003)
- Johnny Mathis na svém albu Love Theme from 'Romeo & Juliet' (1969)
- Natalia Mateo na svém albu Heart of Darkness (2015)
- Jane McDonald na svém albu Love at the Movies (2001)
- Maureen McGovern na svém albu Academy Award Performance – And the Envelope, Please (1975)
- Nana Mouskouri na svém albu Falling in Love Again: Great Songs from the Movies (1993)
- Alison Moyet na svém albu Voice (2004)
- Jim Nabors na svém albu Everything is Beautiful (1970)
- Judy Page na svém albu Time and Love (1969)
- Elaine Paige na svém albu Cinema (1984)
- Parenthetical Girls na jejich albu Entanglements (2008)
- Billy Paul na svém albu Ebony Woman (1970)
- Pepe & Paradise na jejich albu 70s Radio Hits (2000)
- Dianne Reeves na svém albu When You Know (2008)
- Ginette Reno na svém albu Ginette Reno (1969)
- Rita Reys na svém albu Rita Reys Sings Michel LeGrand (1972)
- Jimmie Rodgers na svém albu The Windmills of Your Mind (1969)
- John Rowles na svém albu Saying Goodbyes (1971)
- Sandler and Young na jejich albu Once More With Feeling (1970)
- The Sandpipers na jejich albu The Wonder of You (1969)
- Mathilde Santing na svém albu Matilde Matilde (1997)
- Janet Seidel na svém albu Comme ci comme ça (2004)
- Dinah Shore na svém albu Once Upon a Summertime (1975)
- Sharleen Spiteri na svém albu The Movie Songbook (2010)
- Sting ve filmu Aféra Thomase Crowna (1999)
- Barbra Streisand na svém albu What Matters Most (2011)>
- Swing Out Sister na svém albu The Best of Swing Out Sister (1996)
- Take 6 na svém albu The Standard (2008)
- Becky Taylor na svém albu Shine (2003)
- Kiri Te Kanawa na svém albu Magic: Kiri sings Michel Legrand (1992)
- Mel Tormé na svém albu A Time For Us (Love Theme From 'Romeo & Juliet') (1969)
- Grady Tate na svém albu Windmills of My Mind (1968)
- Leslie Uggams na svém albu On My Way to You: Songs of Alan & Marilyn Bergman (2003)
- Nina van Pallandt na svém albu Nina Alone (1970)
- Vassilikos na svém albu Vintage (2009)
- Helena Vondráčková na svém albu Isle of Helena (1972)
- Kim Weston na svém albu Big Brass Four Poster (1970)
- Susan Wong na svém albu 511 (2009)
- Edward Woodward na svém albu The Edward Woodward Album (1972)

### Francouzsky: "Les Moulins de mon cœur"
- Frida Boccara na svém albu Un jour, un enfant (1969)
- Richard Anthony na svém albu Señora la Dueña (1970)
- Dany Brillant na svém albu Histoire d'un amour (2007)
- Noëlle Cordier singl (1969)
- Anne-Marie David na svém albu Live In Charleroi (2004)
- Natalie Dessay s Michelem LeGrandem na svém albu Entre Elle et Lui (2013)
- Celine Dion na svém albu Céline Dion en concert (1985)
- Miss Dominique na svém albu Une femme battante (2006)
- Claude François na svém albu Un Monde de Musique (1969)
- Jason Kouchak na svém albu Comme d'Habitude (2011)
- Patricia Kaas na svém albu "Piano Bar" (2002)
- Vicky Leandros singl, a poté na albu Zoom sur Vicky (1969)
- Julia Migenes na svém albu Live at the Olympia (1989)
- Jessye Norman na svém albu Michel Legrand: I Was Born in Love with You (2000)
- Marie Denise Pelletier na svém albu Lesmots de Marnay (2003)
- Ginette Reno na svém albu Ginette Reno (1969)
- Demis Roussos na svém albu Immortel (1995)
- Janet Seidel na svém albu Comme ci comme ça (2004)
- Caterina Valente na svém albu Caterina Valente Live [London Palladium] (1975)
- Sylvie Vartan na svém albu La Reine de Saba (1974)
- Amaury Vassili na svém albu Canterò  (2010)
- Vigon Bamy Jay na jejich albu Les Soul Men (2013)
- Carol Welsman na svém albu Hold Me (2001)

### Ostatní jazyky
Roku 1970 nazpívala tuto píseň v originále Helena Vondráčková na svém albu Isle of Helena a roku 1972 nazpívala tuto píseň s názvem Můžeš zůstat, můžeš jít jejíž text napsal Zdeněk Borovec.
Roku 1979 nazpívala českou verzi Zdeňka Borovce Můžeš zůstat, můžeš jít Hana Zagorová a to v pořadu Ring volný.
Roku 2007 nazpívala českou verzi Zdeňka Borovce šansoniérka Marta Balejová a to na svém albu Život je velký kolotoč.
Roku 2010 nazpívala tuto píseň s názvem Mlýnské kolo v srdci mém na svém albu Mlýnské kolo v srdci mém česká šansoniérka Hana Hegerová s českým textem Pavla Vrby.
Nizozemsky
- Herman van Veen s názvem Cirkels (1968) a stejnou verzi také nazpívaly:
  - Marco Bakker na svém albu Marco Bakker zingt romantische sfeersongs (1980)
  - Hans Dorrestijn a Martin van Dijk na albu Cirkels (2002)

Finsky
- Jarkko & Laura s názvem Samanlainen onni (1968) a stejnou verzi také nazpívaly:
  - Katri Helena (1970)
  - Kristian na svém albu Trio (1970)
  - Tapio Heinonen na svém albu Julian Grimau (1971)
  - Petri Salminen na svém albu Tien päällä (1997)
  - Anneli Sari na svém albu Les Chansons (1999)
  - Marita Taavitsainen na svém albu Yksi Ainoa Katse  (1999)

Švédsky
- Lill-Babs s názvem Vinden I Min Själ na svém albu Till Mina Vänner (1979) a stejnou verzi také nazpívaly:
  - Anders Ekborg na svém albu Äkta Vara – 11 Sångfilmer 100% Live (2006)
  - Anita Strandell na svém albu Sommarbaravara (2011)

Německy
- Vicky Leandros s názvem Wie sich Mühlen dreh'n im Wind na svém albu Ich glaub' an Dich (1969) a stejnou verzi také nazpívaly:
  - Caterina Valente na svém albu Caterina Valente Live (1969)
  - Katja Ebstein na svém albu Wunder gibt es immer wieder (1970)
  - Bibi Johns (1970)

Španělsky
- Katja Ebstein s názvem Los molinos de tu espíritu na svém albu En Español (1971)